# Madelung-Indolsynthese
Die Madelung-Indolsynthese, die auch als Madelung-Synthese, Madelung-Reaktion oder Madelung-Cyclisierung bezeichnet wird, ist eine Namensreaktion der organischen Chemie. Benannt wurde sie nach dem deutschen Chemiker Walter Madelung (1879–1963), der die Reaktion 1912 veröffentlichte. Die Reaktion ermöglicht die Synthese von Indolderivaten aus ortho-Alkyl-N-acylanilinen.

## Übersichtsreaktion
Setzt man ortho-Alkyl-N-acylaniline bei hohen Temperaturen mit einer starken Base (zum Beispiel Kaliumalkoholate) um, so entstehen unter Wasserabspaltung Indolderivate.

R^{1} = Wasserstoff, Alkylgruppe, Arylgruppe; R^{2} = Wasserstoff, Alkylgruppe, Arylgruppe

Anstelle von Kaliumalkoholaten können auch Basen wie Natriumamid oder Alkyl- und Aryllithium (wie z. B. Butyllithium) verwendet werden. Im ersten Fall ist die benötigte Temperatur schon erheblich niedriger und bei der Reaktion mit Butyllithium kann die Reaktion sogar bei Raumtemperatur durchgeführt werden.

## Mechanismus
Der Mechanismus der Madelung-Indolsynthese wird hier am Beispiel der Reaktion von N-(2-Methylphenyl)acetamid (1) mit Ethanolat als Base dargestellt:
Zunächst deprotoniert die Base (hier Ethanolat) das Stickstoffatom des N-(2-Methylphenyl)acetamids (1). Im so entstandenen Anion 2 findet eine 1,3-Protonenverschiebung statt unter Bildung des Carbanions 3. Dieses greift nun intramolekular das Kohlenstoffatom der Carbonylgruppe an und bildet somit ein heterocyclisches Intermediat 4. Dessen  Protonierung liefert den Alkohol 5, der unter Abspaltung von Wasser und der Ausbildung einer C=C-Doppelbindung zum Indol 6 führt, hier 2-Methyl-1H-indol.
Diese Methode ist geeignet um in Position 2 substituierte Indole herzustellen, während unsubstituiertes Indol mit sehr schlechter Ausbeute, bzw. nur in Spuren entsteht. Auf der anderen Seite ergeben sich Schwierigkeiten bei der Synthese von halogensubstituierten Indolen.